# Разбегаево (Ленинградская область)
Разбега́ево (фин. Rospeekka) — деревня в Горбунковском сельском поселении Ломоносовского района Ленинградской области.

## История
Разбегаево исконно финская деревня.
На «Топографической карте окрестностей Санкт-Петербурга» Военно-топографического депо Главного штаба 1817 года упомянута деревня Разбегаева, состоящая из 6 крестьянских дворов.
На карте Санкт-Петербургской губернии Ф. Ф. Шуберта 1834 года и карте профессора С. С. Куторги 1852 года также обозначена деревня Разбегаева.

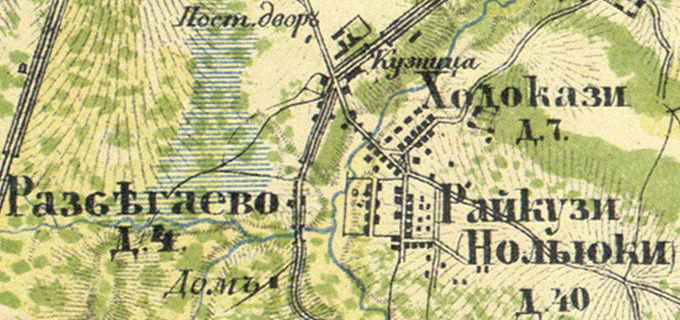
Деревня Разбегаево на карте 1860 года

Согласно «Топографической карте частей Санкт-Петербургской и Выборгской губерний» в 1860 году деревня называлась Разбегаево и насчитывала 4 крестьянских двора, постоялый двор и кузницу.

РАЗБЕГАЕВО — деревня Павловского городского правления при речке Стрелке, число дворов — 4, число жителей: 18 м. п., 10 ж. п. (1862 год)

Согласно карте 1885 года в деревне Разбегаево находилась харчевня. 
В конце XIX века деревня входила в состав Константиновской волости 1-го стана Петергофского уезда Санкт-Петербургской губернии, в начале XX века — 2-го стана. По приходским данным население деревни было исключительно финским.
Согласно карте 1913 года деревня называлась Разбегай и насчитывала 14 дворов.
С 1917 по 1919 год деревня Разбегаево входила в состав Разбегаевского сельсовета Шунгоровской волости Петергофского уезда.
С 1919 года в составе Стрельно-Шунгоровской волости.
С 1923 года в составе Стрельнинской волости Троцкого уезда.
Согласно данным переписи населения СССР 1926 года в деревне Разбегаево проживал 61 человек — все финны, за исключением одного русского.
С 1927 года в составе Урицкого района. 
В 1928 году население деревни Разбегаево также составляло 61 человек.
С 1930 года в составе Ленинградского Пригородного района.

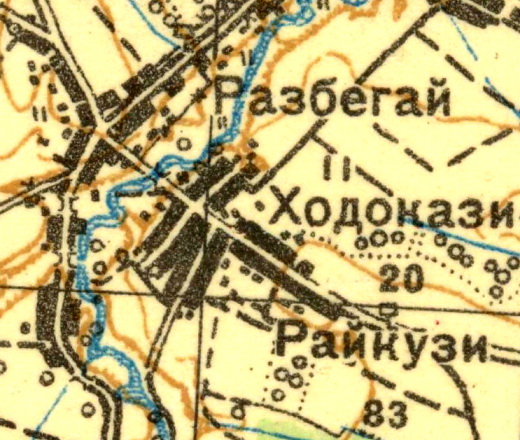
Деревня Разбегаево на карте 1931 года

Согласно топографической карте 1931 года деревня называлась Разбегай и насчитывала 11 дворов.
По данным 1933 года деревня Разбегаево входила в состав Разбегаевского финского национального сельсовета Ленинградского Пригородного района, в который входили 14 населённых пунктов: деревни Велигонт, Красино, Настолово, Олики, Палколово, Пиудузи, Повкули, Разбегаево, Райкузи, Сибилево, Ходокайзи и хутор Олики, общей численностью населения 1508 человек. Административным центром сельсовета была деревня Ходокайзи.
С 1936 года в составе Красносельского района.
С 1939 года в составе Заводского сельсовета.
С 1 августа 1941 года по 31 декабря 1943 года деревня находилась в оккупации.
С 1955 года в составе Ломоносовского района.
С 1963 года в составе Гатчинского района.
С 1965 года вновь в составе Ломоносовского района. В 1965 году население деревни Разбегаево составляло 412 человек.
По данным 1966, 1973 и 1990 годов деревня Разбегаево также входила в состав Заводского сельсовета.
В 1997 году в деревне Разбегаево Заводской волости проживали 1730 человек, в 2002 году — 1538 человек (русские — 88 %).
В 2007 году в деревне Разбегаево Горбунковского СП проживали 1663 человека, в 2010 году — 1810, в 2012 году — 1665 человек.

## География
Деревня расположена в северо-восточной части района на автодороге 41К-011 (Стрельна — Гатчина) («Стрельнинское шоссе»), к югу от административного центра поселения деревни Горбунки.
Расстояние до административного центра поселения — 4 км.
Расстояние до ближайшей железнодорожной станции Стрельна — 9 км.
Деревня находится на левом берегу реки Стрелка.

## Демография
| 1862  | 1997  | 2002  | 2007  | 2010  | 2012  | 2015  |
| ----- | ----- | ----- | ----- | ----- | ----- | ----- |
| 28    | ↗1730 | ↘1538 | ↗1663 | ↗1810 | ↘1665 | ↘1578 |
| 2017  |       |       |       |       |       |       |
| ↗1644 |       |       |       |       |       |       |

## Улицы
Береговая, Берёзовая, промзона Большевик, Новое Разбегаево, Огородный проезд, Промышленный проезд.